# Pere Cadena Astals
Pere Cadena Astals (Esplugues de Llobregat, 1906 - França, 1974), fou un pintor català exiliat a França, especialitzat en el vidre esmaltat.
Nascut a Esplugues de Llobregat el 1906, el 1924 va decorar l'enteixinat de fusta de la sala gran del Centre Cultural l'Avenç de la ciutat.
El 1933 es va traslladar a Sabadell on va treballar com a vidrier decorador en diverses cases de la ciutat, dins de l'entitat "Ars Studio”. Fou també un dels principals impulsors del Sindicat d'Artistes, Dibuixants, Pintors i Escultors.
En acabar la Guerra Civil s'exilià a França, realitzant diverses obres de decoració i restauració. Especialment destaca la sala d'honor de l'antic ajuntament d'Agde, avui sala per als matrimonis civils, que va pintar mentre era en el camp de refugiats d'Agde. El 1957 li fou dedicada una exposició en el Museu del Treball de Montpeller.